# Lake Ambadi
Lake Ambadi är en sjö i Sydsudan. Sjön är ett av världens största våtområden. Sjön är också känd för att ett stort antal av den ovanliga träskonäbben håller till i och omkring sjön.